# Adıyaman (település)
Adıyaman (az ókori Pordonnium) Törökország délkeleti részén található, Adıyaman tartomány székhelye, az azonos nevű körzet központja. A város egyike a leggyorsabban növekvő török városoknak: míg 1990-ben a laskosság 100 045 fő volt, addig 2000-ben már 178 538. 2008-ban a városban 193 250 fő lakott, a körzetben pedig 256 247 fő.

## Történelem
- Kr. e. 40000–7000: Paleolitikum
- Kr. e. 7000–5000: Neolitikum
- Kr. e. 5000–3000: Kalkolitikum
- Kr. e. 3000–1200: Hurriták és Hettiták
- Kr. e. 1200–750: Asszíria
- Kr. e. 750–600: Frígek
- Kr. e. 600–334.: Médek és Perzsák
- Kr. e. 334–163: Makedón-dinasztia
- Kr. e. 163 – Kr. u. 72: Kommagéné királyság
- 72–395: Római Birodalom
- 395–670: Bizánci Birodalom
- 670–758: Omajjád-dinasztia
- 758–926: Abbászida-dinasztia
- 926–958: Hamdánida-dinasztia
- 958–1114: Bizánci Birodalom
- 1114–1204: Ajjúbida-dinasztia
- 1204–1298: Szeldzsuk-dinasztia
- 1298–1516: Mamlúk Birodalom
- 1516–1923: Oszmán Birodalom
- 1923–: Török Köztársaság

A terület már a paleolit kor óta lakott helynek számít, erre bizonyíték a Palanlı barlangjában Adıyaman-tól 10 km-rel északra végzett ásatások, amelyek a kő- és bronzkor óta folyamatos emberi jelenlétet jelztek.
A 900-as évektől kezdődően asszír, perzsa és macedón inváziók hullámai követték egymást, amíg a Kommagéné-királyságot Kr. e. 69-ben meg nem alapították. Ez volt az a civilizáció, amely a közeli Nemrut-hegy tetején lévő szobrokat, emlékműveket építette. A fővárosa Samsatban (Samosata) volt, de Adjyaman is a Commagenes városa volt. Adıyaman városfalait az idők során sokszor helyreállították.
A Kommagéné királyság a rómaiak idejéig (Kr. u. 72) állt fenn, majd a Bizánciak 395–670, Omajjádok 670-től, az pedig Abbászidák 758–926-tól foglalták el a területet, mely aztán 859–1114-ben visszatért Bizánc irányítása alá. Az arabok 1114-től 1204-ig uralták a területet, míg végül megérkeztek a törökök. A kastély és a város arab neve Hısn-ı Mansur volt.
A törökök 1114-től kezdődően költöztek a térségbe, és végül a 13. század nagy részében (a mongol inváziók által gyakran megzavart) szeldzsuk törökök telepedtek le itt. 1298-tól 1516-ig a város Mamlúk irányítás alatt állt. Adimanyot 1516-ban hozták fel Selim I-be az Ottomán Birodalomba, de a helyi hatalom gyakran a türkmén törzsek Dulkadiroğulları törzsének kezén volt.

## Látnivalók
- Nemrut-hegy
- Adıyaman Kalesi: a várat a városi önkormányzat pihenő parkká alakította át, ahonnan csodálatos kilátás nyílik a környező erdőre.

## A közeli Nemrut-hegy környéke

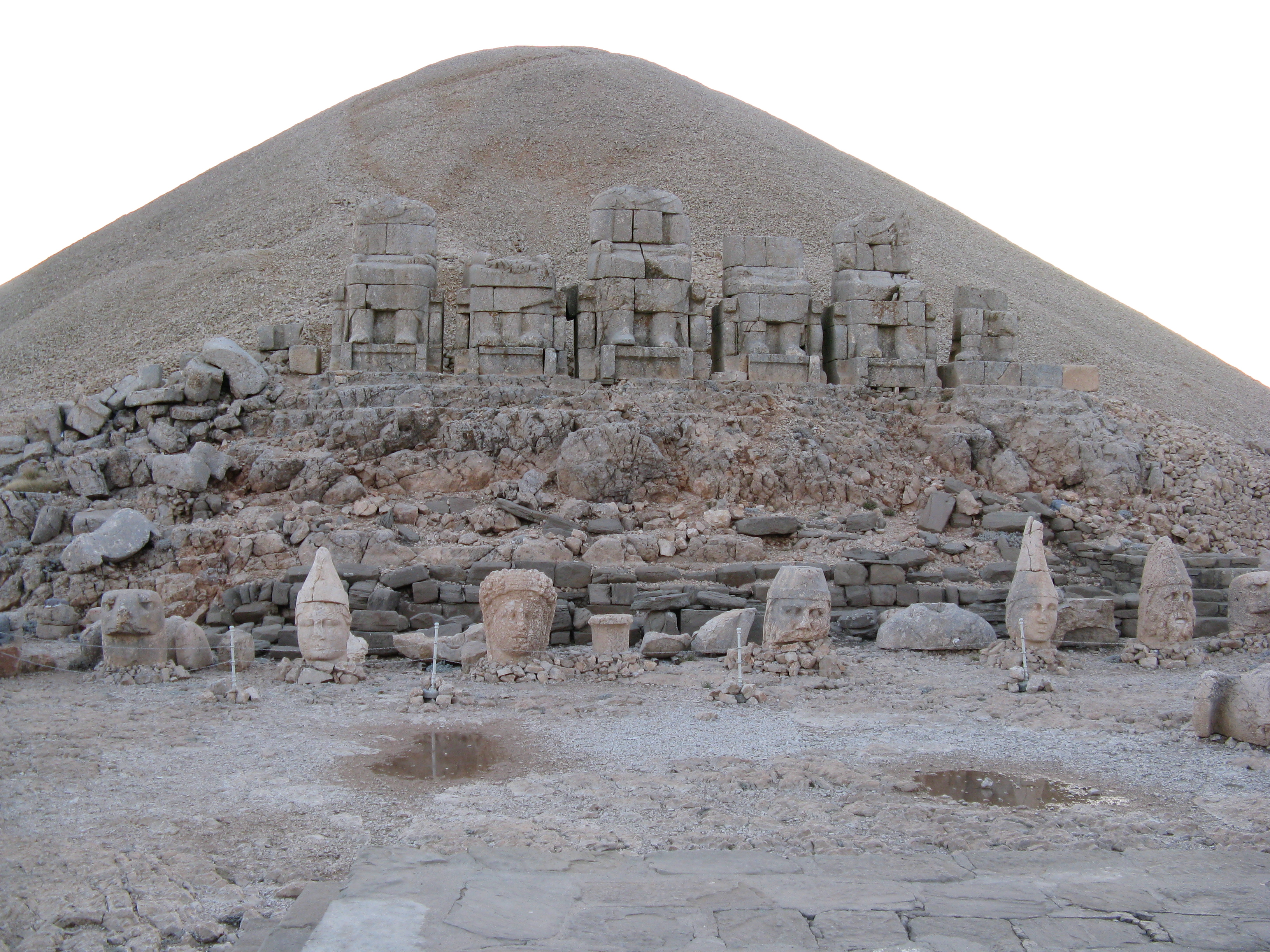
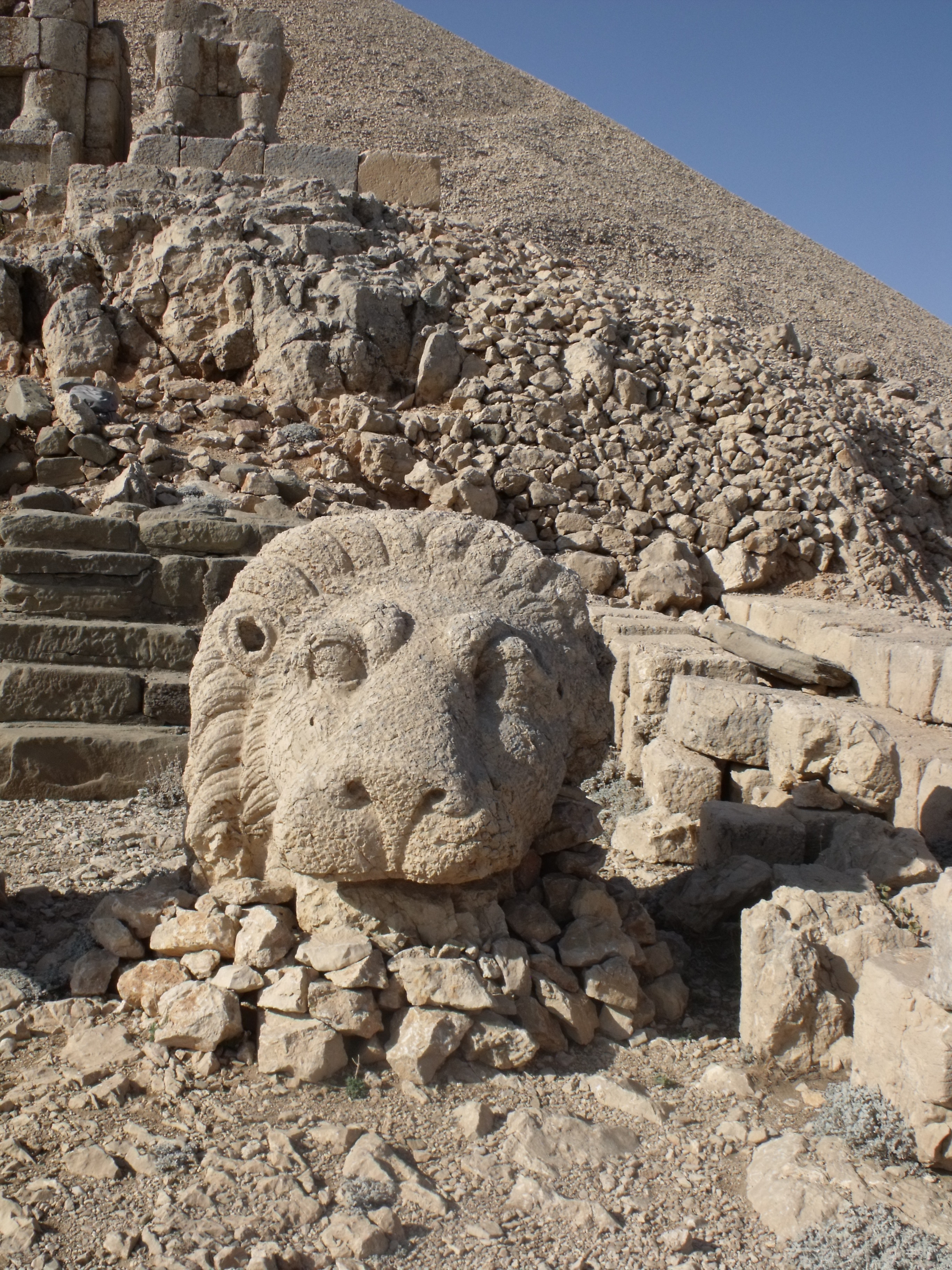
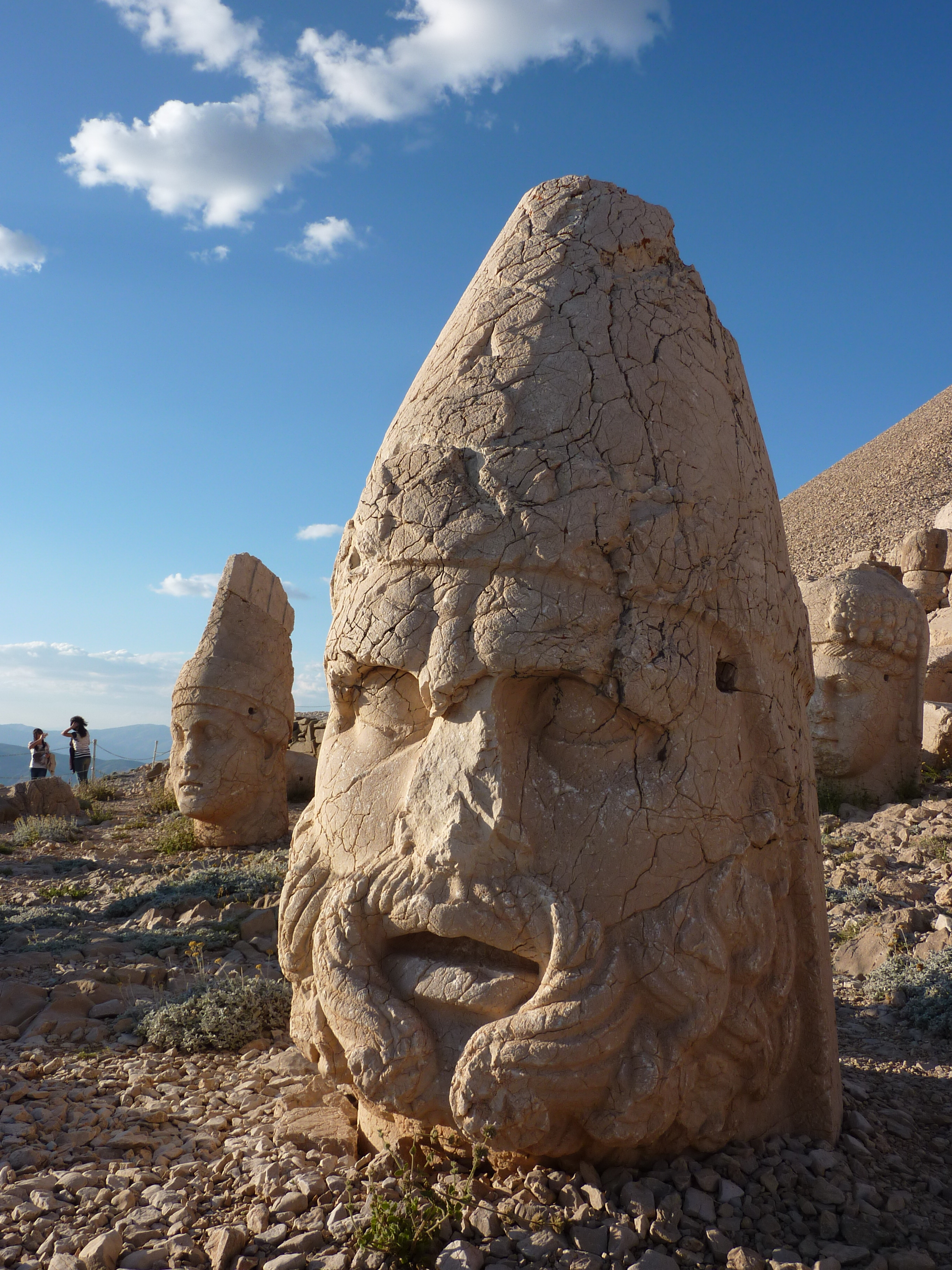
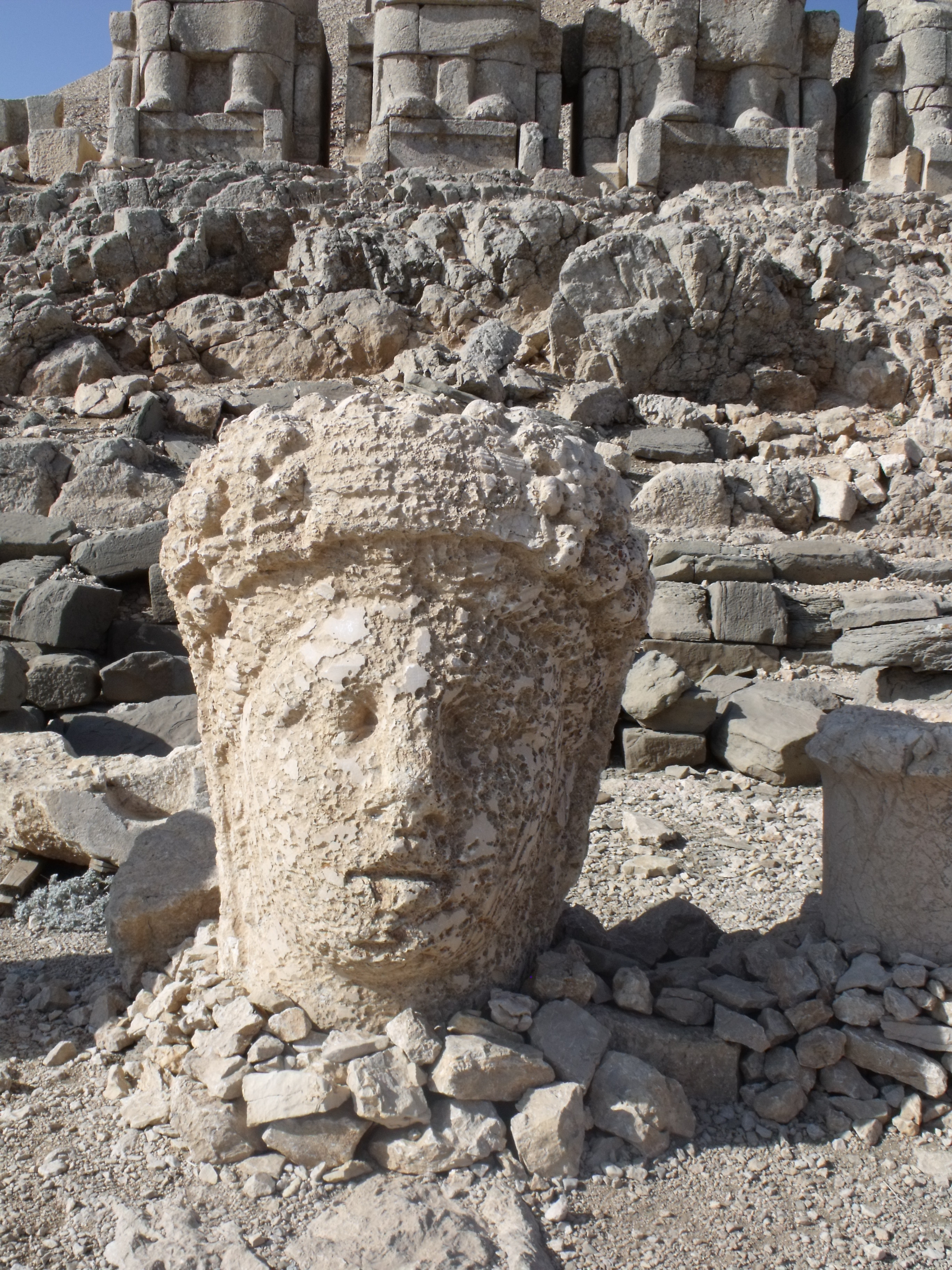
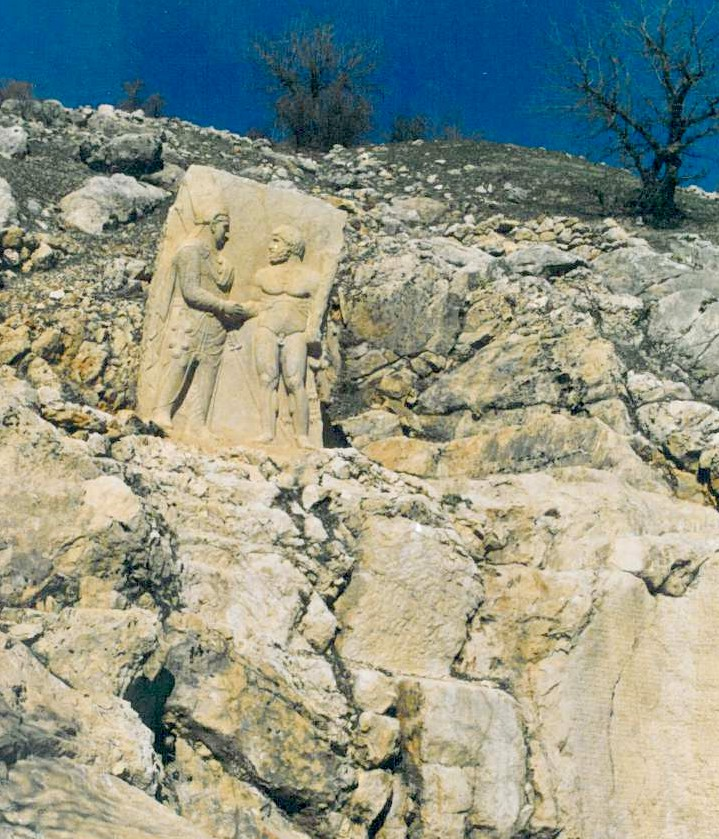
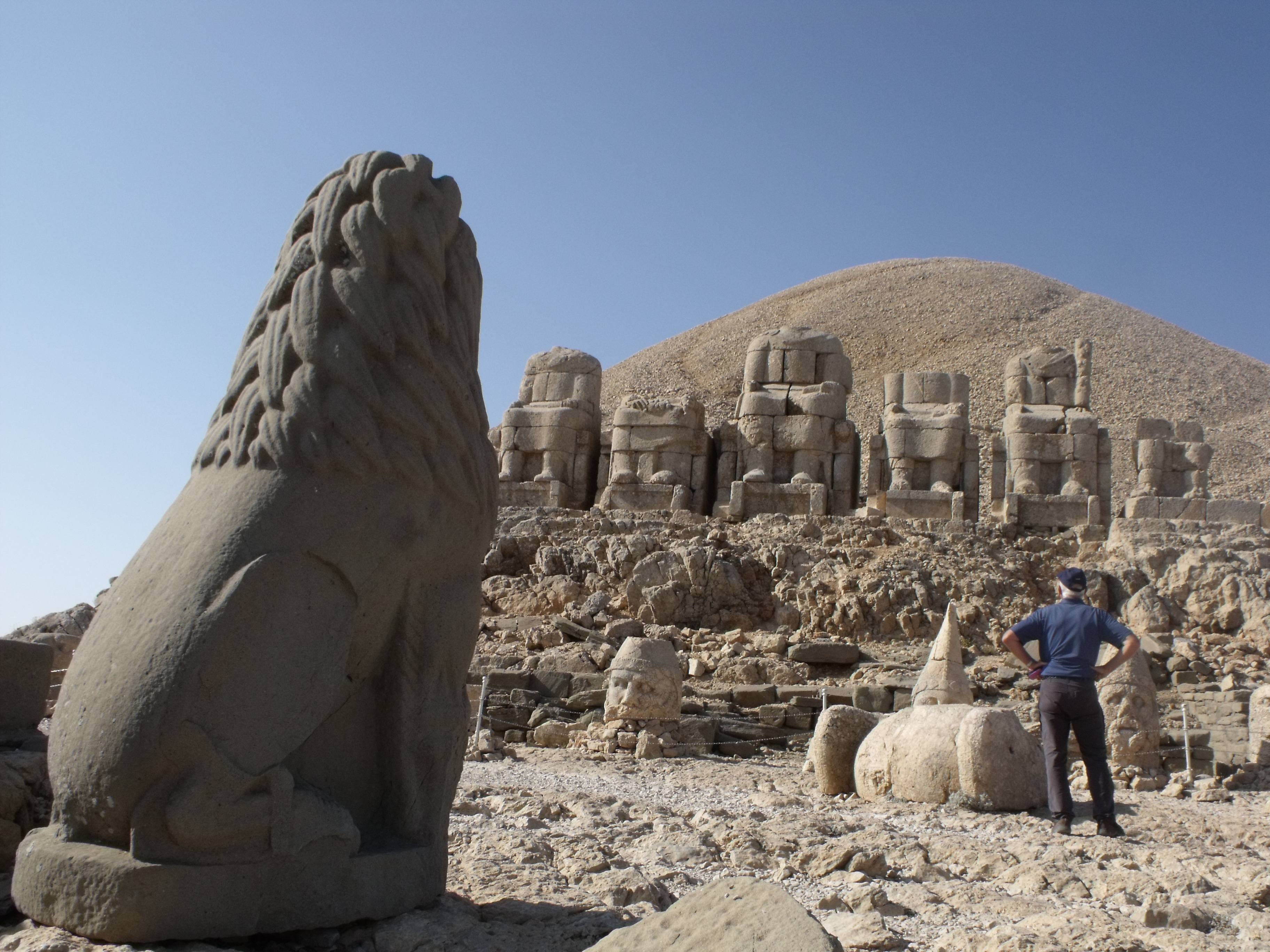
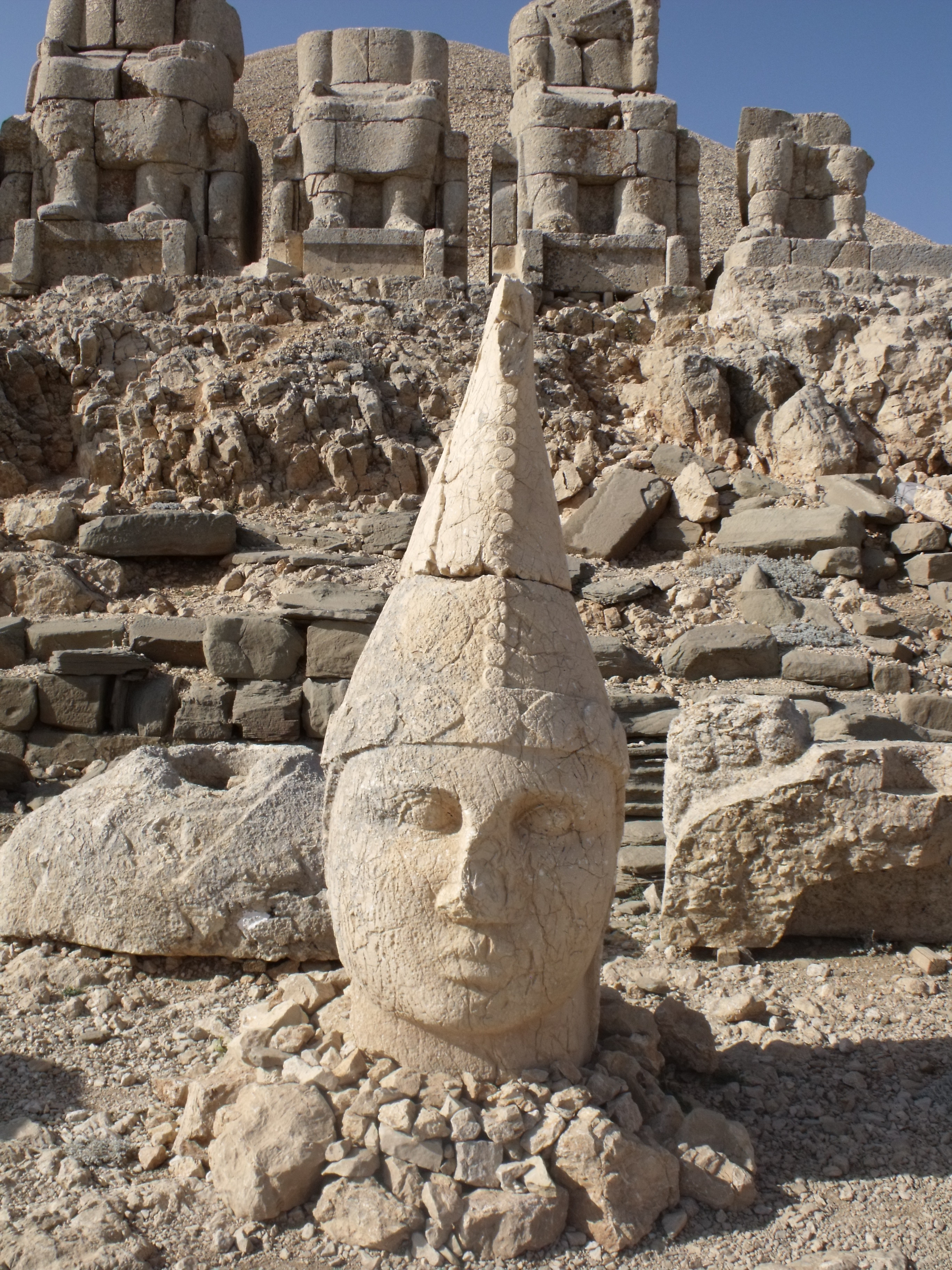
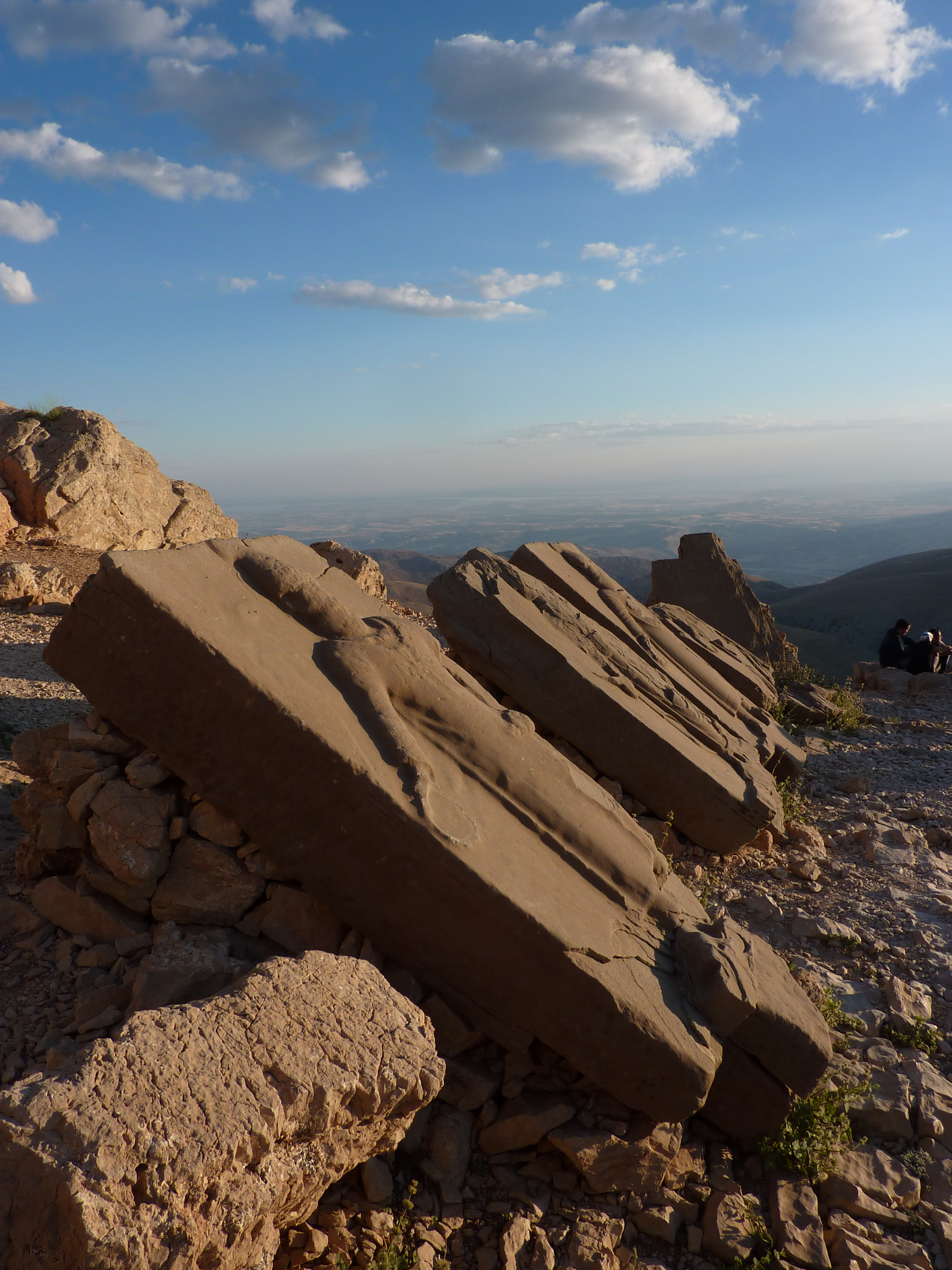